# Wahre Gestalt
In der Darstellenden Geometrie werden durch Projektionen ebene Figuren in der Regel verzerrt. Die Methode wahre Gestalt bietet eine Möglichkeit, ebene Figuren, die in Grund- und Aufriss verzerrt vorliegen, durch 2 Umprojektionen (s. Zweitafelprojektion) zu entzerren. 

## Wahre Gestalt eines Dreiecks
Das Verfahren wird an dem Beispiel eines Dreiecks erläutert:

Wahre Gestalt eines Dreiecks

Gegeben ist das Dreieck {\displaystyle A,B,C} in Grund- und Aufriss. Gesucht ist seine wahre Gestalt (Länge der Seiten, Größe der Winkel). Das Hilfsmittel zur Lösung der Aufgabe ist die Umprojektion der gegebenen Risse so, dass ein Riss (senkrechte Parallelprojektion) des Dreiecks entsteht, in dem das Dreieck parallel zur neuen Risstafel liegt. Wie man eine neue Risstafel einführt, wird in dem Artikel Zweitafelprojektion beschrieben.
Durchführung, falls die neue Risstafel {\displaystyle \pi _{3}} der Grundrisstafel zugeordnet wird:
1. Bestimme eine Höhenlinie {\displaystyle h} des Dreiecks (s. Bild).
2. Die neue Rissebene {\displaystyle \pi _{3}} wird so gewählt, dass {\displaystyle k_{13}\perp h'} ist.
3. Einzeichnen von {\displaystyle A''',B''',C'''}. Sie liegen auf einer Gerade, da durch die Wahl der Risskante {\displaystyle k_{13}} die Dreiecksebene senkrecht zur neuen Risstafel {\displaystyle \pi _{3}} steht.
4. Damit das Dreieck zur nächsten Rissebene {\displaystyle \pi _{4}} parallel ist, wird die neue Risskante {\displaystyle k_{34}} parallel zur Gerade durch {\displaystyle A''',B''',C'''} gewählt.
5. Der neue Riss {\displaystyle A'''',B'''',C''''} zeigt die wahre Gestalt des Dreiecks.

(Man beachte: a) Der Abstand eines Punktes in einem neuen Riss (z. B. {\displaystyle \pi _{3}}) zur neuen Risskante ({\displaystyle k_{13}}) ist gleich dem Abstand des Punktes im wegfallenden Riss ({\displaystyle \pi _{2}}) zur Risskante ({\displaystyle k_{12}}). b) Ein rechter Winkel erscheint in einem Riss unverzerrt, wenn ein Schenkel parallel zur Rissebene ist.)

## Beispiel Dachfläche mit sechseckigem Loch

Wahre Gestalt eines 6-Ecks

In diesem Beispiel soll in eine (ebene) Dachfläche ein sechseckiges Loch geschnitten werden, sodass ein Aussichtsturm mit einem regelmäßigen 6-Eck als Querschnitt errichtet werden kann. Der Zimmermann benötigt eine maßgerechte Zeichnung der Dachfläche mit dem 6-Eck in wahrer Gestalt. Der Aufriss des Sechsecks wird nicht benötigt, da der Riss der Dachfläche samt Sechseck in der Rissebene {\displaystyle \pi _{3}} als Strecken erscheinen. Also genügt es die Dachfläche umzuprojizieren und das Sechseck über Ordner auf dem Riss der Dachfläche zu markieren. Bei der Umprojektion nach {\displaystyle \pi _{4}} werden die Abstände aus dem Grundriss (wegfallender Riss) übernommen.
Man beachte, dass die Sicht auf die wahre Dachfläche in {\displaystyle \pi _{4}} eine Sicht von unten ist.
Soll die wahre Gestalt einer Ellipse bestimmt werden, so bestimmt man zunächst mit obiger Methode die wahre Gestalt eines Dreiecks bestehend aus Mittelpunkt und 2 konjugierten Punkten (siehe konjugierte Durchmesser) und konstruiert anschließend mit Hilfe der Rytzschen Achsenkonstruktion (siehe Ellipse (Darstellende Geometrie)) die Scheitel.